# UDP-glucose pyrophosphorylase
L’UDP-glucose pyrophosphorylase, également appelée glucose-1-phosphate uridylyltransférase, est une nucléotidyltransférase intervenant dans la glycogénogenèse. Elle produit l'UDP-glucose à partir de l'UTP et du glucose-1-phosphate :
|                     | + |                      | {\displaystyle \rightleftharpoons } |                             | + |               |
| Glucose-1-phosphate |   | Uridine triphosphate |                                     | Uridine diphosphate glucose |   | Pyrophosphate |